# 梓川
梓川是日本信濃川水系的犀川流經長野縣松本市的上游區域的別稱。

## 地理
發源於長野縣松本市西北的飛驒山脈(北阿爾卑斯)槍岳，並向南流。在上高地形成大正池，並注入梓湖(奈川渡水壩)。在島島集落附近轉向東流，過新淵橋後很快就在其下游右岸的前波田町及左岸的前梓川村形成河階。
在松本市大字島內與奈良井川合流後改稱犀川。取水自奈良井川的拾堰與勘左衛門堰在合流點前的ラーラ松本附近經由地下流過梓川。

## 歷史
梓川流域自古便是梓木的產地，並將其作為梓弓的原料獻給朝廷，據說這就是河流名稱的由來。

## 水利
梓川的水從過去就被用在發電或農業灌溉上，因此到過新淵橋後的下游地區水量稱不上豐沛。

## 關連項目
- 信濃川
- 上高地
- 梓號列車
- 梓橋站
- 梓川SA